# Jacob Jacobs

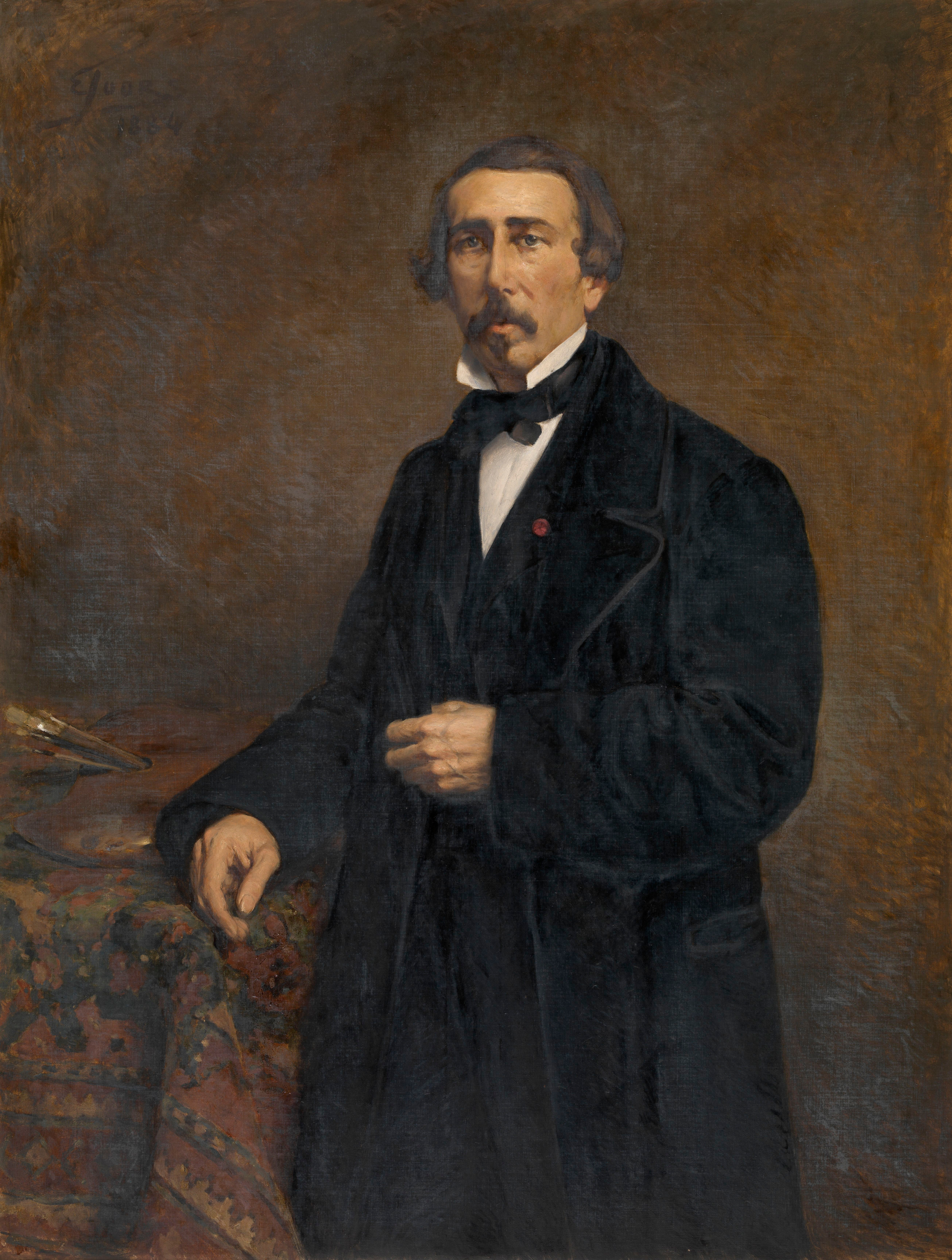
Portret door Eugène Joors, 1884.

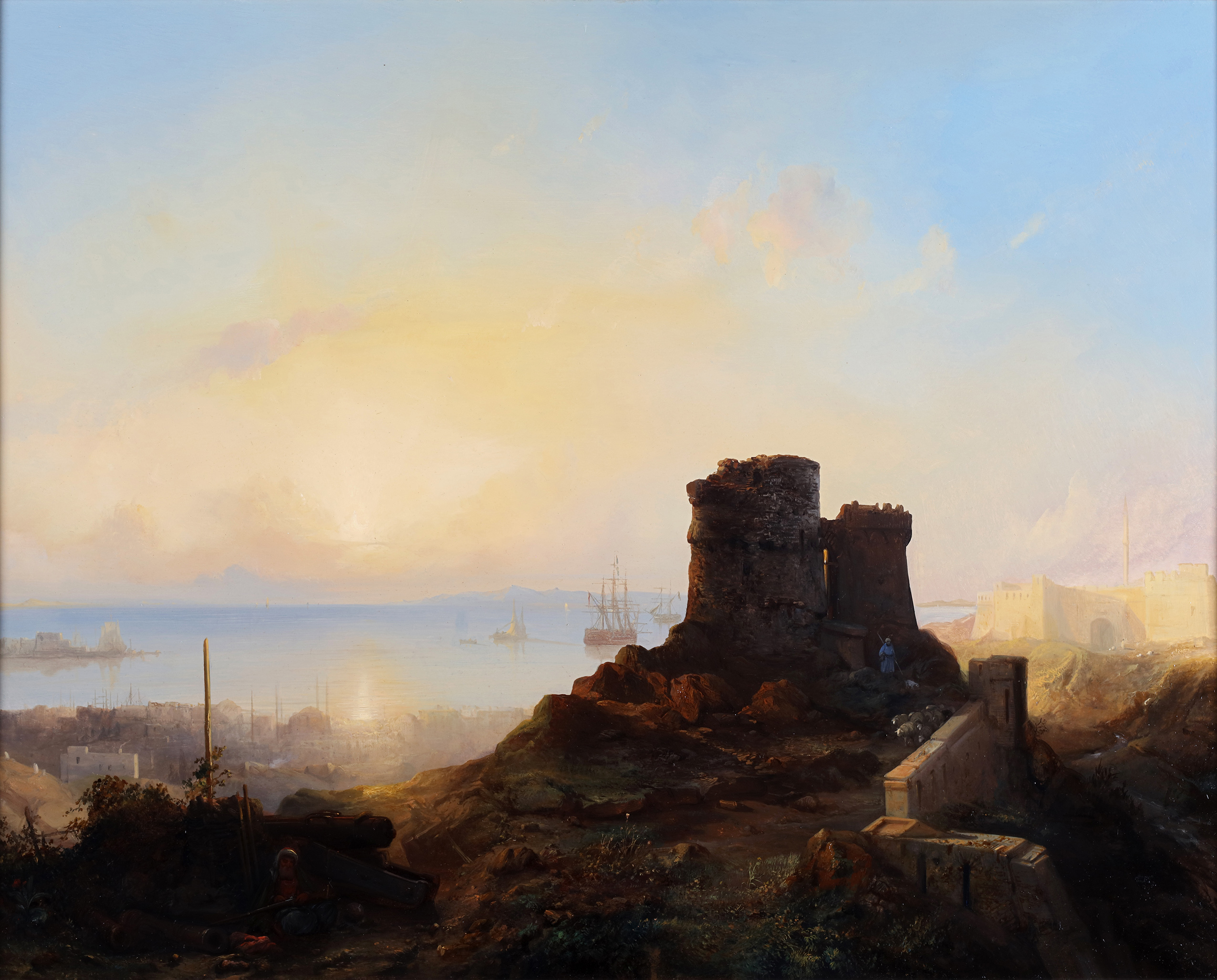
Zicht van Constantinopel door Jacob Jacobs, 1842. (Duitse collectie)

Jacobus Albertus Michael Jacobs, bekend als Jacob Jacobs, (Antwerpen, 19 mei 1812 - aldaar, 9 december 1879) was een Belgisch romantisch landschapschilder uit de 19de eeuw met een voorkeur voor noordelijke en oriëntaalse taferelen.

## Levensloop
Jacob Jacobs was de zoon van Joseph Michel Jacobs en Marie-Thérèse van Beethoven. Langs moederszijde was hij verwant met de componist Beethoven. Jacobs huwde in 1842 Johanna Maria Witteveen, een kapiteinsdochter. Ze kregen één dochter: Jeanne. Hij werd gedurende zijn leven bekroond met verschillende medailles.

### Academie voor Schone Kunsten in Antwerpen
Hoewel Jacobs aanvankelijk boekdrukker moest worden, stemden zijn ouders er toch mee in dat hij een opleiding tot schilder volgde. Jacobs deed zijn studies aan de Antwerpse Academie voor Schone Kunsten. Hij was er leerling van Matthieu-Ignace Van Bree, Gustaaf Wappers en Ferdinand De Braekeleer. Hij zette zijn studies verder in het kabinet van Van der Schrieck in Leuven. De hier aanwezige werken van Ludolf Bakhuizen en Adriaan van de Velde deden Jacobs aanvankelijk opteren voor de disciplines marine en landschap. Een reis naar de Noordzeekust (1834) en een reis door Nederland ter afronding van zijn studie (1837) leverden hem tal van schetsen voor latere schilderijen op.
Vanaf 1833 stelde Jacobs tentoon in de Salons van eigentijdse kunst in drie grote steden Gent, Antwerpen en Brussel. In deze laatste stad vertoonde hij in 1836 het schilderij Scheveningsch Strandgezigt. Ook stuurde hij geregeld werken naar tentoonstellingen in kleinere provinciesteden.

### Reizen

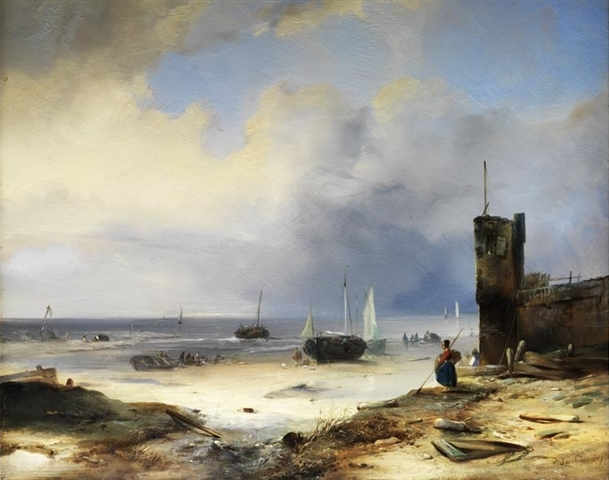
Nederlands strand met vissersboten.

Jacobs wilde meer zien dan wat de Schelde en de Noordzee hem konden bieden: na drukke voorbereidingen vertrok hij op 29 mei 1838 voor een lange zeereis naar Gibraltar, de Noord-Afrikaanse kusten, Egypte, de Dardanellen, Constantinopel, waar hij een aantal maanden verbleef, Aziatisch-Turkije en Rhodos. Vanaf Ankara in Turkije reisde hij samen met de Antwerpse schilder Florent Mols en de Antwerpse mecenas Charles Stier d’Aertselaer. Zij bezochten de voornaamste steden en bezienswaardigheden en voeren de Nijl af tot Nubië. Na een terugtocht via Alexandrië reisden ze door naar Griekenland en de Griekse eilanden. Hun verdere tocht verliep, via Triëst door Oostenrijk en Duitsland tot aan Sint-Petersburg. Zij keerden in 1839 terug, via Noord-Duitsland, naar Antwerpen. In twee lijvige schetsalbums legde Jacobs de talloze indrukken van die lange reis vast. Later putte hij geregeld uit deze reissouvenirs voor schilderijen met oriëntalistische inslag.
In 1847 maakte Jacobs een tournee door de Duitssprekende landen in gezelschap van zijn vriend en collega Gustaaf Wappers; in augustus 1850 bezocht hij Scandinavië.

### Professor aan de Antwerpse kunstacademie
In het kunstonderwijs speelde Jacobs een belangrijke rol: in 1843 volgde hij Jean-Baptiste De Jonghe op als titularis van de landschapsklas aan de Antwerpse academie. Een aantal leerlingen, waaronder Frans Lamorinière, Emile Claus, Frans Hens, Isidore Meyers, Adrien-Joseph Heymans, Eugène Wolters en Theodoor Verstraete groeide uit tot belangrijke landschaps- en marineschilders. Jacobs werd in 1880 opgevolgd door Joseph Van Luppen.

## Werken
Een lijst met de voornaamste schilderijen van Jacobs (met tussen haakjes plaats en jaartal van tentoonstellingen): 
- Storm op de kust, Overzet voor Antwerpen en Ongelukkige vissers (Salon 1834, Antwerpen);
- De redding, Storm van 29 november 1836 voor Antwerpen, Strand te Scheveningen, Marine (Salon 1837, Antwerpen);
- Dok te Antwerpen (Salon 1838, Mechelen);
- Gezicht op de ruïnes van de Venustempel te Corinthe, Gezicht op de riddertoren in Rhodos (Salon 1840, Antwerpen); *Strandgezicht (Tentoonstelling van Levende Meesters 1841, Amsterdam);
- Gezicht op Constantinopel (Salon 1842, Brussel);
- De Dardanellen (Salon 1843, Antwerpen);
- Gezicht in Griekenland (Salon 1845, Brussel);
- Schipbreuk van de Floridan op de Longsand Bank – kust van Essex, De Schelde nabij Antwerpen, Fort op Rhodos (Salon 1849, Antwerpen);
- Waterval in Noorwegen (Tentoonstelling van Levende Meesters, 1853, Den Haag);
- Venezia. Ingang van het Canal Grande, gezien vanop de Sciavoni-kaai, Bries op de Finse kust. Marine, De Kamsim, warme woestijnwind (Salon 1861, Antwerpen);
- Ingang van de haven van Bergen – Noorwegen, Wind in de Egyptische woestijn, Oevers van de Schelde (Salon 1868, Gent);
- Waterval op een bijrivier van de Glommen (Salon 1869, Brussel);
- De Scheldemonding, Waterval in Noorwegen en De Rede van Antwerpen bij hoog tij (Salon 1873, Antwerpen).

In 1845 leverde Jacobs, net als veel andere Antwerpse kunstenaars, illustraties voor de Geschiedenis van België van  Hendrik Conscience.
Pas in 1876 penseelde hij een van zijn bekendste doeken: Gezicht op de Porte d’Aval aan de kust nabij Etretat – Normandië (Antwerpen, K.M.S.K.).

## Overige informatie
Eugeen Yoors schilderde in 1884 een portret van Jacobs (Antwerpen, K.M.S.K.); portretfoto’s berusten onder meer in het AMVC te Antwerpen.

## Musea
- Antwerpen, Koninklijk Museum voor Schone Kunsten, Nationaal Scheepvaartmuseum
- Brussel, Koninklijke Bibliotheek Albert I (Prentenkabinet); Koninklijke Musea voor Schone Kunsten van België
- Kortrijk, Stedelijk Museum
- Berlijn
- München